# Hafiz-i Abru
Hafez-e Abru (en persan : حافظ ابرو ; mort en juin 1430) était un historien persan à la cour des souverains timourides d'Asie centrale. Son nom complet est ʿAbdallah (ou Nur-Allah ) Ebn Lotf-Allah Ebn 'Abd-al-Rashid Behdadini ; son nom est également transcrit dans la littérature occidentale comme Hafiz-i Abru, Hafez-e Abru, Hafiz Abru etc.

## Biographie
Hafiz-i Abru naquit au Grand Khorassan et étudia à Hamadan. Il entra à la cour de Tamerlan dans les années 1380 ; après la mort de ce dernier, Hafiz-i Abru resta au service du fils de Tamerlan, Chahrokh, à Hérat. Il a interagi avec d'autres érudits rassemblés autour des tribunaux de Tamerlan et de Chahrokh et était reconnu comme un bon joueur d'échecs.
Il est l'auteur et le compilateur de nombreux ouvrages sur l'histoire et la géographie de l'État timouride et des régions adjacentes, commandés par son maître Chahrokh, notamment Majma al-tawarikh (« Histoires du monde »).